# Paranam
Paranam es un pueblo en el distrito de Para en Surinam, situado en la orilla izquierda del río Surinam . En 1977 la ciudad tenía unos 1.800 habitantes.
Paranam surgió a finales de los años 30 del siglo XX como un pueblo de los mineros de bauxita que trabajaban para la Compañía de Aluminio Suriname (Suralco). Los terrenos que antes se usaban para cultivo fueron reemplazados por viviendas, treinta años más tarde se estableció una refinería de aluminio, lo que convertiría a Paranam en la ciudad industrial más grande de Surinam, cuya energía eléctrica se abastece desde Afobaka, a 75 kilómetros hacia el sur.
Para el 2009, el Banco Interamericano de Desarrollo le subsidia un proyecto por USD 800.000, para implementar un Parque Industrial y Comercial.

## Puerto
Debido a las aguas profundas disponibles en el río Surinam, Paranam es un puerto accesible para los barcos transoceánicos. Se requiere piloto.

## Historia
Solía haber una pequeña aldea llamada Klein Curaçao en el lugar. Paranam se creó en 1938 cuando Alcoa comenzó a construir una planta para respaldar nuevas áreas mineras a lo largo del río Surinam. Río. Construida sobre una antigua plantación, la instalación se llamó Paranam por el Para y el Río Surinam que bordean las áreas de concesión minera. La mina Paranam comenzó a operar en 1941. Alcoa opera en todo el mundo a través de empresas conjuntas, y la operación en Surinam se llama The Suriname Aluminium Company (o Suralco). Se construyó un mercado y un teatro en la ciudad, sin embargo, la mayoría de los trabajadores permanecieron en Paramaribo. La fundición convierte bauxita para producir aproximadamente 3150 toneladas métricas de alúmina cada día en esta ubicación. Paranam se convirtió en la primera ubicación en el mundo con un sistema integrado donde la tierra se transformó en aluminio. En 2015, Alcoa anunció que cerraría las fábricas porque los suministros locales estaban agotados y las fábricas no podían manejar la bauxita de las montañas Bakhuis. Las fábricas cerraron en 2017.